# سيريل روبنسون
سيريل روبنسون (بالإنجليزية: Cyril Robinson)‏ (4 مارس 1929 بنوتنغهام في المملكة المتحدة - 9 نوفمبر 2019) هو لاعب كرة قدم بريطاني في مركز الوسط. لعب مع نادي بلاكبول ونادي ساوثبورت ونورثويتش فيكتوريا ونادي مانسفيلد تاون ونادي برادفورد بارك أفنيو.

## وصلات خارجية
- سيريل روبنسون على موقع قاعدة بيانات كرة القدم.إي يو (الإنجليزية)